# Morrison Bluff, Arkansas
Morrison Bluff là một thị trấn thuộc quận Logan, tiểu bang Arkansas, Hoa Kỳ. Năm 2010, dân số của thị trấn này là 64 người.

## Dân số
- Dân số năm 2000: 74 người.
- Dân số năm 2010: 64 người.